# Francesco De Luca (1800-1854)
Francesco De Luca (Barcellona Pozzo di Gotto, 1800 – Messina, 11 settembre 1854) è stato un politico e giurista italiano.

## Biografia

### Adolescenza e formazione
Il padre, Pietro, era pretore della città mentre la madre, Tommasa Franza, era oriunda di Lipari. Dopo aver frequentato il seminario diocesano di Santa Lucia del Mela, proseguì gli studi a Palermo, ove conseguì la laurea in giurisprudenza. Con lui studiarono i fratelli Sebastiano (poi avvocato), Giuseppe (arciprete e professore in teologia), Antonino, che fu sindaco di Barcellona Pozzo di Gotto dal 1848 al 1852.
Laureatosi in giurisprudenza, iniziò ad esercitare la professione di avvocato in Messina, dove si avvicinò alle idee liberali.

### Attività politica
Fra il 1843 ed il 1844 venne eletto deputato al Parlamento siciliano nella circoscrizione di Girgenti (l'odierna Agrigento). Nella città di Palermo fece parte del circolo liberale attivo intorno al barone Antonino Fazio, che fu tra i più ardenti patrioti risorgimentali siciliani. Facevano parte di quel circolo Fortunato Iannelli Alosi, i due Amari, il Perez, il Castiglia, il Paternostro, il La Farina, il Natoli, il Bertolami, i due Carnazza, il Raeli e Filippo Cordova.
Fine intellettuale di idee liberali fu uno dei protagonisti dei moti rivoluzionari del 1848 e fu chiamato a  ricoprire la carica di Ministro del Culto e della Giustizia del governo presieduto da Ruggero Settimo, il quale giunse a dire di lui: «Se oggi non verrà don Francesco De Luca non vi sarà Parlamento».

### Al governo della Sicilia
Egli si dedicò al commento del diritto romano e del codice Napoleonico e fu autore di numerose leggi che governarono la Sicilia nel 1848-49 con grande equilibrio ed equità, e perciò venne lodato da Lord Palmerston nel Parlamento britannico. Nel 1850 fu eletto presidente del comitato rivoluzionario di Messina.

### Esilio, ritorno e morte
Esiliato dal bando Filangeri si rifugiò in Aspromonte. Graziato, ritornò a Messina ove morì l'11 settembre 1854 in quanto volle rimanere al suo posto, prestando la sua opera al Civico Ospedale, di cui era presidente, durante la terribile epidemia di colera che colpì Messina in quell'anno.

## Giudizi e memoria
Luigi Tomeucci, nel libro su Messina nel Risorgimento, gli dedica un'ampia pagina, mettendo in evidenza il suo «elevato senso di dignità» e di «incredibile modestia», tali da «umiliare la baldanza dei pochi suoi nemici e recar pena ai messinesi che lo tenevano in gran pregio».
Barcellona Pozzo di Gotto, sua città natale, ne onorò la memoria intitolandogli una piazza in Pozzo di Gotto, la Biblioteca Comunale e il palazzo del Tribunale.